# Expurse of Sodomy
Expurse of Sodomy je drugi EP njemačkog thrash metal sastava Sodom objavljen 1. listopada 1987. godine.

## Popis pjesama
| 1.    | »Sodomy and Lust« | 5:10 |
| 2.    | »The Conqueror«   | 3:38 |
| 3.    | »My Atonement«    | 6:02 |
| 14:50 |                   |      |

## Zasluge
Sodom
- Tom Angelripper - vokali, bas-gitara
- Frank Blackfire - gitara
- Witchhunter - bubnjevi

Ostalo osoblje
- Harris Johns – snimanje